# Isaac Aaron
Pour les articles homonymes, voir Aaron.
Isaac Aaron est un interprète juif de l'empereur Manuel Comnène. Il n'est connu que par son infidélité envers son maître, dont il dénaturait les volontés en les expliquant aux ambassades et aux princes d'Occident. Il eut les yeux crevés, et ensuite la langue coupée, en punition de ses perfidies.

## Sources
« Isaac Aaron », Charles Weiss, Biographie universelle, ou Dictionnaire historique contenant la nécrologie des hommes célèbres de tous les pays, 1841 [détail des éditions].